# Discographie de Mosimann
La discographie de Mosimann se compose de six albums.

## Discographie

### Albums

#### Albums studio
| Année | Titre                                             | Classements | Classements | Classements | Classements |
| Année | Titre                                             | FRA         | BEL (WAL)   | SUI         | SUI (ROM)   |
| ----- | ------------------------------------------------- | ----------- | ----------- | ----------- | ----------- |
| 2008  | Duel                                              | 2           | 1           | 15          | —           |
| 2009  | Il y a je t'aime et je t'aime (réédition de Duel) | 21          | 12          | 77          | —           |
| 2010  | Exhibition                                        | 7           | 5           | 36          | 9           |
| 2013  | The 8 Deadly Sins                                 | —           | 37          | —           | —           |
| 2020  | Outside The Box, Part 1                           | —           | —           | —           | —           |
| 2021  | Outside The Box, Part 2                           | —           | —           | —           | —           |

### Singles

#### Sous John Louly
- 2007 : Hot Vocation (John Revox & Christian Sims vs. John Louly)
- 2007 : Tears (John Revox feat. John Louly)
- 2008 : Holiday (Christian Sims & John Revox feat. John Louly)
- 2008 : My Answer (John Revox & John Louly) - jamais sorti
- 2008 : Stop in my Mind (John Revox & John Louly) - jamais sorti
- 2011 : Love at First Sight (Jay Style feat. John Louly) - album Dancefloor Selection by Jay Style

#### Sous (Quentin) Mosimann

##### Artiste principal
| Année | Single                                                 | Classements | Classements | Classements | Album                   |
| Année | Single                                                 | FRA         | BEL (WAL)   | SUI         | Album                   |
| ----- | ------------------------------------------------------ | ----------- | ----------- | ----------- | ----------------------- |
| 2008  | Cherchez le garçon                                     | 4           | 4           | 78          | Duel                    |
| 2008  | Il y a je t'aime et je t'aime                          | 2           | 23          | —           | Duel                    |
| 2009  | Toc Toc                                                | 12          | 25          | —           | Exhibition              |
| 2010  | Gimme a Break                                          | —           | —           | —           | Exhibition              |
| 2010  | I Love I Love                                          | —           | —           | —           | Exhibition              |
| 2010  | Is Back (vs. Furax)                                    | —           | —           | —           |                         |
| 2011  | All Alone (Est-ce Qu'un Jour) (feat. Sheryfa Luna)     | 36          | 35          | —           |                         |
| 2011  | Do You Saint-Tropez ? (Dou-Liou Dou-Liou Saint-Tropez) | —           | 35          | —           |                         |
| 2011  | Watch Your Back                                        | —           | 37          | —           |                         |
| 2011  | All Alone (vs. Tara McDonald)                          | —           | —           | —           |                         |
| 2012  | Je suis DJ / Fuckin' DJ                                | 82          | —           | —           |                         |
| 2012  | Boing                                                  | —           | —           | —           | House Bless You         |
| 2012  | Haters                                                 | 177         | —           | —           | House Bless You         |
| 2013  | I Drum U                                               | —           | —           | —           | The 8 Deadly Sins       |
| 2013  | Psyké Underground                                      | —           | 20          | —           | The 8 Deadly Sins       |
| 2013  | Hello (feat. Amanda Wilson)                            | —           | —           | —           | The 8 Deadly Sins       |
| 2013  | Mr Boogie                                              | —           | —           | —           | The 8 Deadly Sins       |
| 2013  | Pogo Pogo                                              | —           | —           | —           | The 8 Deadly Sins       |
| 2014  | Dracarys                                               | —           | —           | —           |                         |
| 2014  | Tumf                                                   | —           | —           | —           |                         |
| 2014  | International (avec John Revox)                        | —           | —           | —           |                         |
| 2014  | Intensa (avec Pete Tha Zouk)                           | —           | —           | —           |                         |
| 2015  | Happy Ending                                           | —           | —           | —           |                         |
| 2015  | Back To The Groove                                     | —           | —           | —           |                         |
| 2015  | Swear Jar                                              | —           | —           | —           |                         |
| 2015  | Red Sole                                               | —           | —           | —           |                         |
| 2015  | Jetlag                                                 | —           | —           | —           |                         |
| 2016  | I'm Leaving (avec Tom Swoon feat. Ilang)               | —           | —           | —           |                         |
| 2016  | TI89                                                   | —           | —           | —           |                         |
| 2016  | Somebody Call The Cops (avec Djs From Mars)            | —           | —           | —           |                         |
| 2016  | The Gifted One (feat. Uhre)                            | —           | —           | —           |                         |
| 2016  | Goof                                                   | —           | —           | —           |                         |
| 2017  | Never Let You Go (feat. Joe Cleere)                    | 80          | —           | —           |                         |
| 2017  | Dad Bod                                                | —           | —           | —           |                         |
| 2018  | Forever (feat. David Taylor)                           | —           | —           | —           |                         |
| 2018  | Babtoo                                                 | —           | —           | —           |                         |
| 2018  | Patati                                                 | —           | —           | —           |                         |
| 2018  | Low Pro                                                | —           | —           | —           |                         |
| 2018  | Cali                                                   | —           | —           | —           |                         |
| 2018  | Church (avec Krooner)                                  | —           | —           | —           |                         |
| 2018  | The Groove                                             | —           | —           | —           |                         |
| 2019  | Anymore (feat. Carla Katz)                             | —           | —           | —           |                         |
| 2019  | I Need                                                 | —           | —           | —           |                         |
| 2019  | Voulez-Vous                                            | —           | —           | —           |                         |
| 2019  | All The Way                                            | —           | —           | —           |                         |
| 2019  | Mon Amour (avec Maruv)                                 | —           | —           | —           |                         |
| 2019  | Horizon (avec Leandro Da Silva)                        | —           | —           | —           |                         |
| 2019  | Roulez Jeunesse                                        | —           | —           | —           |                         |
| 2020  | Lonely                                                 | 135         | —           | —           | Outside The Box, Part 1 |
| 2020  | Shake It (avec JP Candela)                             | —           | —           | —           |                         |
| 2020  | My My Mind                                             | —           | —           | —           | Outside The Box, Part 1 |
| 2020  | No Party                                               | —           | —           | —           |                         |
| 2020  | I Hate Me                                              | —           | —           | —           | Outside The Box, Part 1 |
| 2020  | Waiting To Run (avec VY•DA)                            | —           | —           | —           |                         |
| 2020  | Sexy Bee                                               | —           | —           | —           |                         |
| 2020  | Lunaire (avec Buitano)                                 | —           | —           | —           |                         |
| 2020  | From Techno (avec YYVNG)                               | —           | —           | —           |                         |
| 2020  | Lust And Fame                                          | —           | —           | —           | Outside The Box, Part 2 |
| 2021  | Don't Cha                                              | —           | —           | —           |                         |
| 2021  | Mi Amor (avec Antoine Delvig)                          | —           | —           | —           |                         |
| 2021  | Take It                                                | —           | —           | —           |                         |
| 2021  | Play (avec Scarlett Quinn)                             | —           | —           | —           |                         |
| 2022  | NRV                                                    | —           | —           | —           |                         |
| 2022  | Bananza (Belly Dancer)                                 | —           | —           | —           |                         |
| 2022  | Treize (avec Damien N-Drix & STV)                      | —           | —           | —           |                         |
| 2022  | Veins (avec Robbie Rivera)                             | —           | —           | —           |                         |
| 2022  | No Diggity                                             | —           | —           | —           |                         |
| 2022  | Es Vedra                                               | —           | —           | —           |                         |
| 2022  | Comment te dire adieu                                  | —           | —           | —           |                         |
| 2022  | I Wanna Dance Latina (avec Mcfly et Carlito)           | —           | —           | —           |                         |
| 2022  | Sound Of Silence                                       | —           | —           | —           |                         |
| 2022  | Dancing On My Own                                      | —           | —           | —           |                         |
| 2022  | Carol of the Bells                                     | —           | —           | —           |                         |
| 2023  | Don't Talk                                             | —           | —           | —           |                         |
| 2023  | Milkshake                                              | —           | —           | —           |                         |
| 2023  | Sin Amor (avec Cecilia Krull)                          | —           | —           | —           |                         |
| 2023  | The Funk Phenomena                                     | —           | —           | —           |                         |
| 2023  | Woke Up Like This (avec Raphi)                         | —           | —           | —           |                         |
| 2023  | Save Your Money                                        | —           | —           | —           |                         |

##### Artiste en featuring
| Année | Single                                                         |
| ----- | -------------------------------------------------------------- |
| 2020  | Still Better Off (Armin van Buuren & Tom Staar feat. Mosimann) |
| 2020  | Time To Save (Monocule & Tim van Werd feat. Mosimann)          |

### Participations
- 2007 : Peace & Love 70 - album de la Star Academy 7 (co-interprétation des chansons Don't Let Me Be Misunderstood, Qui c'est celui-là ?, Bangla Desh, Long Train Runnin')
- 2012 : Ma voie - album de Roberto Bellarosa (écriture)
- 2012 : Je reprends ma route - titre caritatif en faveur de l'association Les voix de l'enfant (co-interprétation)
- 2020 : Mesdames - album de Grand Corps Malade (écriture, production)
- 2022 : Éphémère - EP de Grand Corps Malade, Ben Mazué et Gaël Faye (écriture, production)
- 2022 : Ne partez pas sans moi - hymne de la Star Academy 10 (production)
- 2022 : Encore une fois - album de Patrick Bruel (production des chansons J'avance, Dernier verre, dernier café)